# Nueva Esparta
Nueva Esparta ("Nieuw Sparta") is een van de 23 deelstaten van Venezuela. Het grondgebied van de staat komt overeen met de eilanden Isla Margarita, Cubagua en Coche en enkele kleinere eilanden. Nueva Esparta heeft een oppervlakte van 1150 km², waarvan Isla Margarita er 912 inneemt. In 2011 woonden er 491.610 mensen. De economie steunt vooral op visserij en toerisme.

## Gemeenten
Nueva Esparta bestaat uit 11 gemeenten:
| Nr. | Gemeente                         | Inwoners | Hoofdplaats                 | Inwoners |
| --- | -------------------------------- | -------- | --------------------------- | -------- |
| 1   | Antolín del Campo                | 31.294   | Paraguachí                  | -        |
| 2   | Arismendi                        | 33.309   | La Asunción                 | 30.300   |
| 3   | Díaz                             | 81.466   | San Juan Bautista           | 81.466   |
| 4   | García                           | 75.490   | El Valle del Espíritu Santo | -        |
| 5   | Gómez                            | 45.409   | Santa Ana                   | 33.435   |
| 6   | Maneiro                          | 70.742   | Pampatar                    | 70.742   |
| 7   | Marcano                          | 42.469   | Juan Griego                 | 28.256   |
| 8   | Mariño                           | 103.496  | Porlamar                    | 103.496  |
| 9   | Península de Macanao             | 26.423   | Boca del Río                | -        |
| 10  | Tubores (met het eiland Cubagua) | 40.457   | Punta de Piedras            | -        |
| 11  | Villalba (het eiland Coche)      | 9.986    | San Pedro de Coche          | 8.242    |

| Detailkaart                                                                                   |
| --------------------------------------------------------------------------------------------- |
| Caraïbische Zee Isla de Coche Isla de Cubagua Isla de Margarita Sucre 1 2 3 4 5 6 7 8 9 10 11 |
| Gemeenten                                                                                     |